# Magnetostatyka
Magnetostatyka – dział fizyki, konkretniej elektrodynamiki, badający pola magnetyczne niezależne od czasu – wytworzone przez nieruchome magnesy lub prądy stałe.
Podstawowe prawa magnetostatyki to:
- prawo Gaussa mówiące, że linie pola magnetycznego są zawsze zamknięte – nie istnieją monopole magnetyczne, tj. izolowane bieguny;
- prawo Ampère’a wiążące pole magnetyczne z prądem elektrycznym;
- prawo Biota-Savarta o podobnej roli – odpowiednik prawa Coulomba i prawa powszechnego ciążenia.

Dwa pierwsze z tych praw należą do równań Maxwella elektrodynamiki klasycznej, przy czym w ogólności prawo Ampère’a zawiera prąd przesunięcia nieobecny w rozważaniach magnetostatycznych.
Magnetostatyka pozwala m.in. na obliczanie indukcyjności w zwojnicach i innych cewkach. Bada też obwody magnetyczne przewodzące stałe pole, co ma zastosowanie w opisie transformatorów.